# مطار قشم الدولي
مطار قشم الدولي (بالفارسية:فرودگاه بين المللي قشم) وهو مطار يقع في دولة ايران بالقرب من قرية ديريستان التابعة لمحافضة هرمزغان ويقع في وسط جزيرة قشم ، قبالة الساحل الجنوبي لدولة ايران.